# Diaspis obliqua
Diaspis obliqua är en insektsart som beskrevs av Costa 1829. Diaspis obliqua ingår i släktet Diaspis och familjen pansarsköldlöss.
Artens utbredningsområde är Italien. Inga underarter finns listade i Catalogue of Life.